# Cettia
Genre
Le genre Cettia regroupe des bouscarles, passereaux appartenant à la famille des Cettiidae.

## Liste des espèces
D'après la classification de référence (version 2.11, 2012) du Congrès ornithologique international (ordre phylogénique) :
- Cettia cetti – Bouscarle de Cetti
- Cettia major – Grande Bouscarle
- Cettia brunnifrons – Bouscarle à couronne brune
- Cettia castaneocoronata – Tésie à tête marron

À la suite des travaux de Alström et al. (2011), ce genre est démantelé au profit des genres Horornis et Urosphena.